# Giovanni Gaspari
Giovanni Gaspari (Pescara, 6 de junho de 1963) é um diplomata e prelado da Igreja Católica italiano pertencente ao serviço diplomático da Santa Sé..

## Biografia
Foi ordenado padre em 4 de julho de 1987, por Antonio Iannucci, arcebispo de Pescara-Penne, sendo incardinado nesta arquidiocese.
Após a ordenação, Gaspari foi inicialmente secretário pessoal do Arcebispo de Pescara-Penne e responsável pela pastoral espiritual do Seminário Menor de Pescara e chanceler diocesano. Gaspari foi então enviado a Roma para continuar seus estudos, onde obteve a licenciatura em teologia moral e o doutorado em direito canônico. Em 1 de julho de 2001, Giovanni Gaspari entrou no serviço diplomático da Santa Sé. Depois de se formar na Pontifícia Academia Eclesiástica, trabalhou nas nunciaturas no Irã (2001–2003), na Albânia (2003–2008) e no México (2008–2012), bem como na Estônia, Letônia e Lituânia (2012–2015). Mais recentemente, Gaspari foi conselheiro da Nunciatura ao serviço da Seção de Relações com os Estados da Secretaria de Estado, da qual era responsável pelos Estados Bálticos.
Em 21 de setembro de 2020, o Papa Francisco o nomeou núncio apostólico em Angola e São Tomé e Príncipe, sendo consagrado como arcebispo-titular de Alba Marítima em 17 de outubro, na Basílica de São Pedro, pelas mãos de Pietro Parolin, Cardeal Secretário de Estado, coadjuvado por Paul Richard Gallagher, secretário da Seção de Relações com os Estados da Secretaria de Estado e por Tommaso Valentinetti, arcebispo de Pescara-Penne.
Em 2 de março de 2024, foi transferido para as nunciaturas da Coreia e Mongólia.